# Yedisan

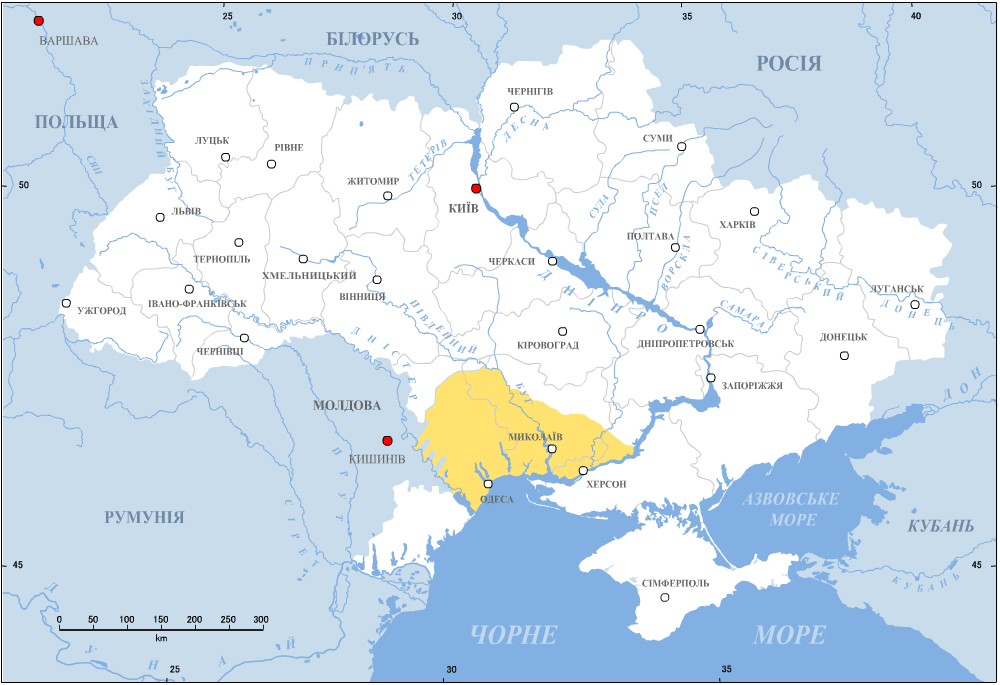
Bản đồ thể hiện Yedisan tại Ukraina hiện tại.

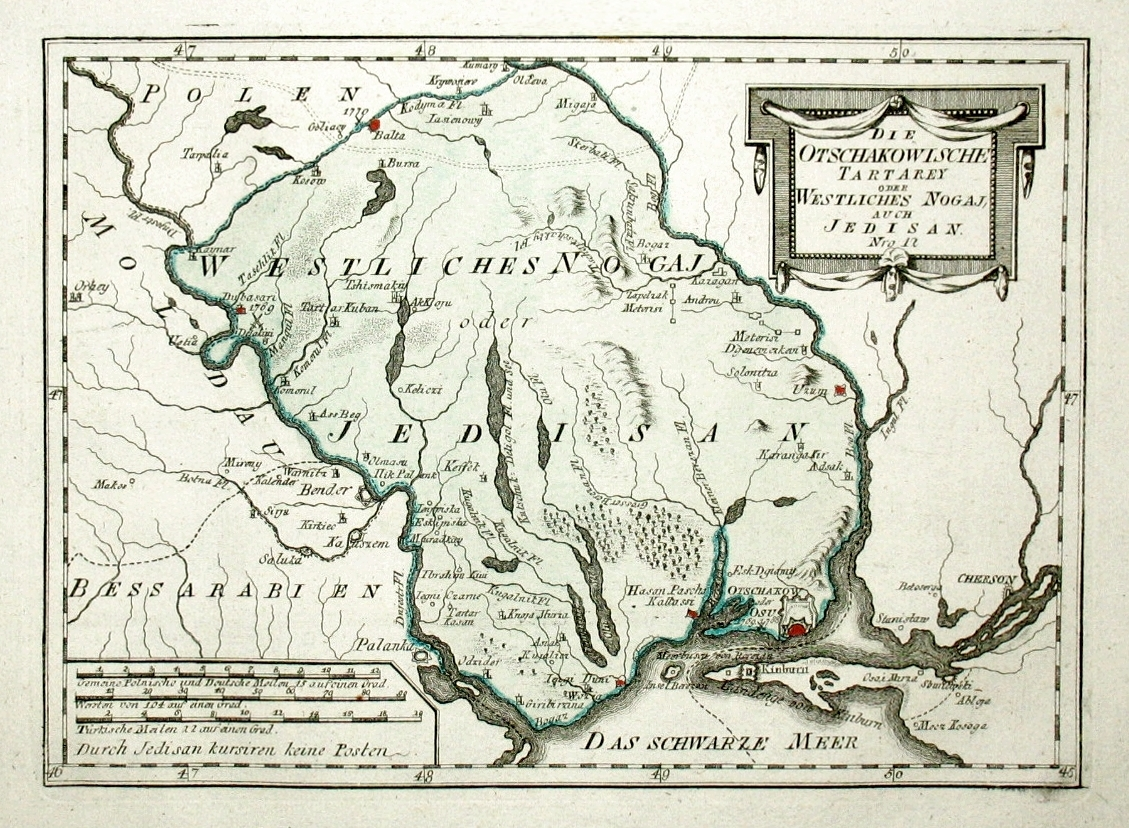
"Die Otschakowische Tartarey oder Westliches Nogaj, auch Jedisan" một bản đồ phát hành tại Vien khoảng năm 1790

Yedisan (còn viết là Jedisan hay Edisan; tiếng Thổ Nhĩ Kỳ: Yedisan, tiếng Ukraina: Єдисан, đã Latinh hoá: Yedysan, tiếng Romania: Edisan, tiếng Nga: Едисан, đã Latinh hoá: Yedisan) là một tên gọi có điều kiện cho Özi [Paşa] Sancağı (sanjak [huyện] Ochakiv) của tỉnh Silistra thuộc Đế quốc Ottoman, một lãnh thổ nằm ở miền Nam Ukraina ngày nay giữa sông Dniester và sông Nam Bug. Khu vực được người Ottoman đặt dưới quyền kiểm soát của Hãn quốc Nogai vào thế kỷ 17 và 18, và được đặt theo tên của một trong những bộ tộc Nogai. Tại Đế quốc Nga, nó được gọi là "tỉnh Ochakov", trong khi người Thổ Ottoman gọi nó đơn giản là Özü theo tên thành phố Ochakiv từng là trung tâm hành chính của khu vực. Một tên khác được sử dụng là "Tây Nogai".
Về mặt địa lý, đây là phần phía tây của cái gọi là Cánh đồng hoang trải dài về phía bắc Biển Đen giữa các sông Dniester và Dnepr. Khu vực nằm ở phía đông Budjak và Bessarabia, phía nam Podolia và Zaporizhzhia, và phía tây Taurida. Kể từ giữa thế kỷ 20, lãnh thổ đã được phân chia giữa tây nam Ukraina và đông nam Moldova (phía nam Transnistria).

## Tên gọi
"Yedisan" là một từ tiếng Turk có nghĩa là "Bảy tước hiệu", không nghi ngờ gì là bộ tộc được tạo thành từ bảy phân nhóm. Yedisan đôi khi cũng được gọi là Ochakov Tartary theo tên Ochakov (Ochakiv), thành trì chính của khu vực. Tên của khu vực bằng các ngôn ngữ khác nhau bao gồm: Tiếng Ukraina: Єдисан [Yedysan]; tiếng Nga: Едисан [Yedisan]; tiếng Romania: Edisan; tiếng Tatar Krym và Thổ Nhĩ Kỳ: Yedisan; tiếng Đức: Jedisan; tiếng Ba Lan: Jedysan.

## Lịch sử
Người Magyar có thể đã ở Yedisan (Etelköz) trước khi di cư đến Pannonia.
Đây là một phần của Podolia lịch sử, đôi khi vào thế kỷ 17 khu vực bị chiếm đóng bởi người Ottoman, phân chia giữa tỉnh Podolia và tỉnh Silistra.
Khu vực này có thời gian được hợp nhất vào cơ cấu hành chính Ottoman với vị thế một phần của tỉnh Silistra (Özi), các thành trì Khadjibey (Odesa) và Özi (Ochakiv) là các trung tâm lớn. Nơi đây cũng là một phần của cuộc xung đột du mục lớn giữa người Nogai là chư hầu của Ottoman và người Cossack Zaporizhia do Nga bảo trợ. Vào cuối thế kỷ 18, Đế quốc Nga dưới quyền Yekaterina Đại đế bắt đầu mở rộng sang khu vực này. Do Chiến tranh Nga-Thổ Nhĩ Kỳ (1768–1774), Ottoman đã nhượng lại cho Nga khu vực phía đông của sông Nam Bug.
Thông qua Hiệp định Jassy (Iaşi) năm 1792 nhằm kết thúc Chiến tranh Nga-Thổ Nhĩ Kỳ (1787–1792), biên giới Nga được mở rộng đến sông Dniester và việc tiếp quản Yedisan đã hoàn tất. Sau khi người Nga tiếp quản, thành phố Odesa được thành lập vào năm 1794. Khu vực này được người Moldova, Nga và Ukraina cùng với một bộ phận đáng kể người Đức đến định cư với vị thế một phần của Novorossiya. Khu vực này từng là một phần của tỉnh Kherson thời Đế quốc Nga, và ngày nay là một phần của các tỉnh Odesa và Mykolaiv của Ukraina, và phần phía nam của vùng ly khai Transnistria của Moldova.